# Marie-Angèle Truszkowska
Maria Angela Truszkowska (Kalisz, 16 mai 1825 - Cracovie, 10 octobre 1899) est une religieuse polonaise fondatrice des sœurs de Saint Félix de Cantalice et reconnue bienheureuse par l'Église catholique.

## Biographie
Elle naît à Kalisz dans le royaume du Congrès administré par la Russie impériale dans une famille nombreuse d'un propriétaire terrien polonais, faisant office de procureur. Elle déménage en 1834 à Varsovie. Elle tombe malade en 1841 et doit interrompre ses études et part se soigner en Suisse avec sa gouvernante. Elle continue ses études à domicile à son retour en Pologne. Elle s'inscrit en 1854 aux cercles de la société de saint Vincent de Paul pour venir en aide aux démunis. Elle achète en novembre 1854 un appartement à Varsovie pour y ouvrir un foyer d'accueil aux enfants abandonnés. Elle entre dans le Tiers-Ordre franciscain, le 3 juin 1855,,.
Elle prononce ses vœux privés quelques mois plus tard avec Clotilde Ciechanowska et, avec l'aide de deux pères capucins, le bienheureux Honorat de Biala (son confesseur) et le père Józef Szymanski (supérieur des capucins de Varsovie), fonde une congrégation vouée au service des malades et des pauvres, et à l'enseignement, affiliée au Tiers-Ordre franciscain. Elle prend l'habit en 1857 et prononce ses vœux sous le nom de Maria Angela. Au moment des troubles de 1861, elle ouvre des infirmeries avec ses compagnes pour venir en aide aux insurgés, ce qui lui vaut la fermeture de ses maisons de la part des autorités. Elle se rend donc à Cracovie (administrée par l'Autriche) où elle avait ouvert une maison, et rétablit sa congrégation en 1866 à partir de la Galicie,,.
La congrégation s'étend ensuite aux États-Unis, où les Sœurs féliciennes suivent les immigrés polonais. Elle meurt en 1899 d'un cancer généralisé et elle est inhumée à l'église du Cœur Immaculé de Marie de Cracovie (pl),.

## Notoriété et culte
Elle est béatifiée à Rome par le pape Jean-Paul II le 18 avril 1993. Sa mémoire est célébrée le 10 octobre.